# 澤萊內哈伊 (羅茲多爾市鎮)
47°20′7″N 35°28′43″E / 47.33528°N 35.47861°E
澤莱内哈伊（烏克蘭語：Зелений Гай）是位於烏克蘭東南部的村莊，由扎波羅熱州瓦西里夫卡區的羅茲多爾市鎮負責管轄。該村分別距離喬爾諾澤姆內2公里和佩雷莫日內2.5公里，始建於1920年，面積0.73平方公里，海拔高度88米，2001年人口276。